# Столица Германии

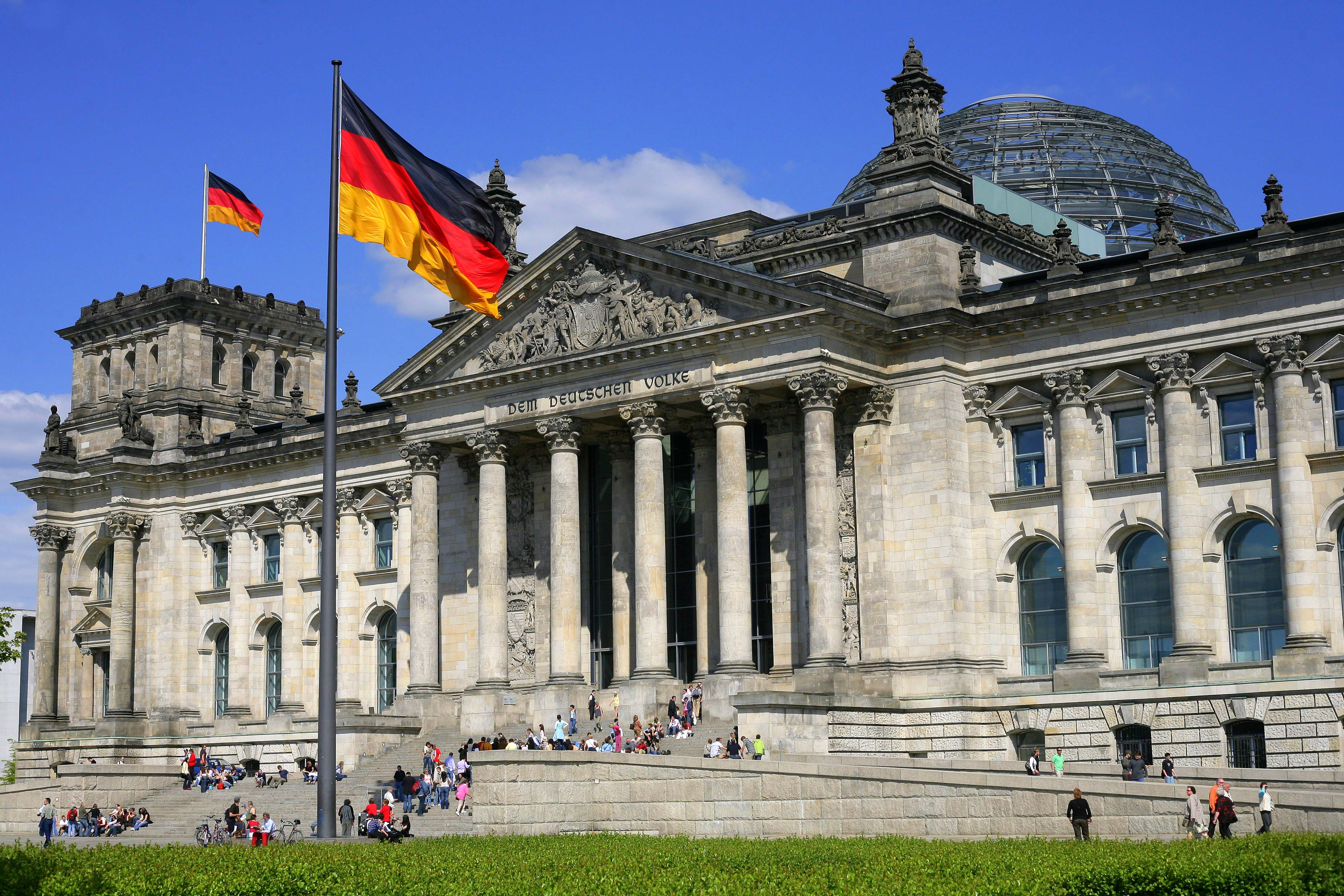
В здании Рейхстага в Берлине находится немецкий парламент

Столицей Германии является  Берлин. Это резиденция президента Германии, официальной резиденцией которого является Schloss Bellevue. Бундесрат («федеральный совет») является представительством федеральных земель (Bundesländer) Германии и имеет место в бывшем прусском Herrenhaus (Палата лордов). Хотя большинство министерств расположены в Берлине, некоторые из них, а также некоторые второстепенные ведомства расположены в Бонне, бывшей столице Западной Германии . Хотя Берлин официально является столицей Федеративной Республики Германии, 8 000 из 18 000 чиновников, занятых в федеральной бюрократии, все еще работают в Бонне, около 600 км (370 миль) от Берлина.

## История

### До 1871 года
До 1871 года Германия не была единым национальным государством и не имела столицы. Средневековая Германская Священная Римская империя имела Аахен в качестве предпочтительного места правления во время правления Карла Великого, и до 1531 года это было место, где 31 император Священной Римской империи был коронован как король Германии. Позже коронация переместилась во Франкфурт. Однако после Карла Великого ни один из последующих императоров Священной Римской империи не переехал в Аахен или Франкфурт, вместо этого сохранив свое собственное первоначальное составное королевство или княжество в качестве базы или переехав во временные королевские дворцы, разбросанные по всему конфедеративному королевству, известному как Кайзерпфальц. Последний имперский правящий дом (Габсбурги) имел Вену в качестве постоянной резиденции правительства.
После того, как Венский конгресс создал формальную Германскую Конфедерацию в 1815 году, Федеральное собрание было созвано в Вольном городе Франкфурт, представляя не народ отдельных немецких земель, а их суверенов. Впоследствии Франкфурт ненадолго стал официальной столицей Германии во время недолгих революций 1848 года в немецких государствах.

### 1871—1945 гг.
Только во время объединения Германии в 1871 году вновь объединенный Германский рейх впервые получил официальную столицу. Поскольку Берлин был столицей Пруссии, ведущего государства нового рейха, он стал и столицей Германии. Берлин был столицей Пруссии и ее предшественника, Бранденбурга, с 1518 года. Берлин оставался столицей Германского Рейха до 1945 года. Однако в течение нескольких месяцев после Первой мировой войны национальное собрание собиралось в Веймаре, потому что в Берлине бушевала гражданская война. После взятия Берлина в 1945 году Фленсбург недолго служил столицей. В результате Второй мировой войны Германия была оккупирована союзниками, и Берлин перестал быть столицей суверенного германского государства.

### 1945—1990 гг.

Карта, показывающая разделение Восточной (красный) и Западной Германии (синий) до 3 октября 1990 г., а Берлин — светло-зеленым

В 1949 году с восстановленным суверенитетом страна разделилась на Западную Германию и Восточную Германию. Берлин также был разделен на Западный Берлин и Восточный Берлин. Первоначально Франкфурт должен был стать временной столицей Западной Германии. Однако власти Западной Германии намеревались сделать Берлин столицей, если Германия когда-либо воссоединится. Они опасались, что, поскольку Франкфурт был самостоятельным крупным городом, он в конечном итоге будет принят в качестве постоянной столицы и ослабит поддержку воссоединения со стороны Западной Германии. По этой причине столица была расположена в небольшом университетском городе Бонне как более очевидно временное решение. Еще одним фактором было то, что Бонн находится недалеко от Кёльна, родного города первого канцлера Западной Германии Конрада Аденауэра. Восточная Германия объявила Восточный Берлин своей столицей, хотя Берлин в целом все еще оставался законно оккупированной территорией и оставался таковым в течение 45 лет.

### 1990 — настоящее время
В 1990 году, с воссоединением Германии, Берлин также был воссоединен и стал столицей расширенной Федеративной Республики Германии. Однако возникли споры о том, следует ли переместить резиденцию правительства в Берлин. Многие считали, что Бонн должен оставаться резиденцией правительства — ситуация аналогична ситуации в Нидерландах, где Амстердам является столицей, а Гаага — резиденцией правительства. В 1991 году после эмоциональных дебатов Бундестаг проголосовал за перенос резиденции правительства в Берлин к 1999 году. Однако в Бонне осталось шесть министерств, каждое со вторым офисом в Берлине.